# Rayan Helal
Rayan Helal (Saint-Martin-d'Hères, 21 gennaio 1999) è un pistard francese.
Nel 2021 ha vinto la medaglia di bronzo nella velocità a squadre ai Giochi olimpici di Tokyo; ha poi vinto l'argento di specialità ai Mondiali 2021 e il bronzo di specialità ai Mondiali 2023.

## Palmarès
- 2016 (Juniores)

Campionati francesi, Velocità a squadre Junior (con Florian Grengbo e Lucas Ronat)
- 2017
- 2016 (Juniores)

Campionati francesi, Chilometro a cronometro Junior
Campionati francesi, Velocità Junior
Campionati francesi, Velocità a squadre Junior (con Florian Grengbo e Nicolas Verne)
Campionati europei, Velocità Junior
Campionati del mondo, Velocità Junior
- 2018

Campionati europei, Velocità a squadre Under-23 (con Melvin Landerneau e Florian Grengbo)
Campionati europei, Velocità Under-23
Campionati europei, Keirin Under-23
- 2019

Campionati francesi, Velocità
- 2022

Campionati francesi, Velocità
- 2023

Campionati francesi, Velocità
Festival de la Piste Toulon Provence Méditerranée, Velocità
Festival de la Piste Toulon Provence Méditerranée, Keirin
- 2025

Campionati europei, Velocità a squadre

## Piazzamenti

### Competizioni mondiali
- Campionati del mondo su pista

Montichiari 2017 - Velocità a squadre Junior: 6º
Montichiari 2017 - Velocità Junior: vincitore
Montichiari 2017 - Chilometro a cronometro Junior: 17º
Apeldoorn 2018 - Velocità: 14º
Berlino 2020 - Keirin: 9º
Roubaix 2021 - Velocità a squadre: 2º
Roubaix 2021 - Keirin: 6º
Roubaix 2021 - Velocità: 8º
St. Quentin-en-Yv. 2022 - Velocità a squadre: 6º
St. Quentin-en-Yv. 2022 - Keirin: 16º
St. Quentin-en-Yv. 2022 - Velocità: 7º
Glasgow 2023 - Velocità a squadre: 3º
Glasgow 2023 - Velocità: 20º
- Giochi olimpici

Tokyo 2020 - Velocità a squadre: 3º
Tokyo 2020 - Velocità: 21º
Tokyo 2020 - Keirin: 10º

### Competizioni europee
- Campionati europei su pista

Anadia 2017 - Velocità a squadre Junior: 4º
Anadia 2017 - Velocità Junior: vincitore
Aigle 2018 - Velocità a squadre Under-23: vincitore
Aigle 2018 - Velocità Under-23: vincitore
Aigle 2018 - Keirin Under-23: vincitore
Gand 2019 - Velocità a squadre Under-23: 2º
Gand 2019 - Velocità Under-23: 3º
Gand 2019 - Keirin Under-23: 3º
Apeldoorn 2019 - Velocità: 7º
Apeldoorn 2019 - Keirin: 6º
Grenchen 2021 - Velocità a squadre: 2º
Grenchen 2021 - Keirin: 12º
Monaco di Baviera 2022 - Velocità a squadre: 2º
Monaco di Baviera 2022 - Velocità: 3º
Grenchen 2023 - Velocità: 3º
Apeldoorn 2024 - Velocità a squadre: 2º
Heusden-Zolder 2025 - Velocità a squadre: vincitore
Heusden-Zolder 2025 - Velocità: 3º
- Giochi europei

Minsk 2019 - Velocità a squadre: 2º
Minsk 2019 - Keirin: 2º